# Blindspot
Blindspot ist eine US-amerikanische Fernsehserie mit Jaimie Alexander und Sullivan Stapleton in den Hauptrollen, die von Martin Gero und Greg Berlanti erdacht wurde. Sie wurde erstmals am 21. September 2015 vom Sender NBC ausgestrahlt. In Deutschland war sie ab dem 19. Juli 2016 beim Bezahlfernsehsender Sat.1 emotions und ab dem 8. September 2016 im frei empfangbaren Fernsehen auf Sat.1 zu sehen. In Österreich wurde die Serie auf ORF 1 ausgestrahlt. Am 7. Mai 2020 begann bei NBC die Ausstrahlung der fünften und letzten Staffel.

## Handlung
Die Serie konzentriert sich auf eine geheimnisvolle Frau, deren ganzer Körper von Tätowierungen bedeckt ist. In der ersten Szene wird sie nackt in einer herrenlosen Tasche auf dem Times Square aufgefunden, ohne Erinnerung, wer sie ist, wie sie dort hingelangte und wer ihr ohne ihr Einverständnis die Tätowierungen zugefügt hat. Schon bald wird das FBI herausfinden, dass sich hinter jedem Tattoo ein Fall verbirgt, den es zu lösen gilt, auch, um die Identität der Aufgefundenen zu durchleuchten. Die Unbekannte, die bemerkenswerte Fähigkeiten im Gebrauch von Schusswaffen und im Zweikampf aufweist, wird vom FBI Jane Doe genannt und ins Team integriert. Mit ihrer Hilfe und anhand der in ihren Tattoos enthaltenen verschlüsselten Hinweise gelingt es dem FBI, diverse geplante Terroranschläge zu vereiteln und gefährliche Verbrecher zu verhaften.
Allerdings stellt sich im Laufe der Zeit heraus, dass Jane Doe in Wirklichkeit Mitglied einer Terror-Organisation namens Sandstorm war, die selbst einen groß angelegten Angriff auf den Staat plant und bereits im Vorfeld vor Mord nicht zurückschreckt. Die Organisation nimmt Kontakt mit Jane auf und teilt ihr mit, das Ganze sei ursprünglich ihre eigene Idee gewesen; dass sie sich an nichts erinnere, liege an einer ihr verabreichten Droge und gehöre auch zum Plan. Stück für Stück erfährt sie etwas über ihre eigene Vergangenheit und trifft auf ihren Bruder Roman und ihre Stiefmutter, die der Kopf der Organisation ist und sich Shepherd nennt und Jane und Roman einst als Waisenkind großgezogen und zu Killern ausgebildet hatte. Vordergründig handelt es sich um Verbrecher, doch Sandstorm hat seit langem immer wieder Fälle aufgedeckt, in denen CIA und FBI sich selbst nicht an das geltende Recht gehalten haben und ihrerseits kriminell agieren, und nun will man dieses staatliche Unrecht und die Korruption bekämpfen.
Bald weiß Jane Doe nicht mehr, ob sie auf der richtigen Seite steht, wer die Guten und wer die Bösen sind und wem sie vertrauen soll. Sie wird zur Doppelagentin wider Willen und zum Spielball von FBI und Sandstorm. Als Jane sich wieder sicher ist, stellt sich heraus, dass Sandstorm einen Maulwurf beim FBI hat und längst weiß, dass sie dem FBI gegenüber loyal ist. Roman bringt es nicht fertig, seine Schwester zu erschießen, so dass Shepherd nun beide töten will. Ihnen gelingt die Flucht, und Jane injiziert Roman dieselbe Substanz, durch die sie ihr Gedächtnis verloren hatte, so dass nun auch er sich an fast nichts mehr erinnert. Er glaubt jedoch, es sei Shepherd gewesen, die ihm sein Gedächtnis genommen hat. Roman wird vom FBI gefangen gehalten, hilft aber, weil er sich auf der richtigen Seite wähnt, bei der Bekämpfung von Sandstorm, während die Terroristen dem FBI immer einen Schritt voraus sind und der groß angelegte Terroranschlag kurz bevorsteht.

## Besetzung und Synchronisation
Die deutsche Synchronisation entsteht unter der Dialogregie von Timmo Niesner durch die Synchronfirma Arena Synchron in Berlin.
| Rollenname                            | Schauspieler           | Hauptrolle (Episoden) | Nebenrolle (Episoden)      | Synchronsprecher   |
| ------------------------------------- | ---------------------- | --------------------- | -------------------------- | ------------------ |
| Supervisory Special Agent Kurt Weller | Sullivan Stapleton     | 1.01–5.11             |                            | Dennis Schmidt-Foß |
| Jane Doe / Alice „Remi“ Kruger        | Jaimie Alexander       | 1.01–5.11             |                            | Julia Kaufmann     |
| Special Agent Natasha „Tasha“ Zapata  | Audrey Esparza         | 1.01–5.11             |                            | Anne Düe           |
| Special Agent Patterson               | Ashley Johnson         | 1.01–5.11             |                            | Damineh Hojat      |
| Special Agent Edgar Reade             | Rob Brown              | 1.01–4.22             | 5.01, 5.04, 5.11           | Tobias Schmidt     |
| Dr. Robert Borden                     | Ukweli Roach           | 1.01–2.16             | 3,14, 3.16, 4.16, 5.11     | Arne Stephan       |
| Bethany Mayfair                       | Marianne Jean-Baptiste | 1.01–1.23             | 2.13                       | Andrea Aust        |
| Nas Kamal                             | Archie Panjabi         | 2.01–2.22             | 3.13, 5.11                 | Ranja Bonalana     |
| Ian „Roman“ Kruger                    | Luke Mitchell          | 2.01–4.04             | 4.07–4.09, 5.11            | Roman Wolko        |
| Shepherd                              | Michelle Hurd          | 2.01–2.22             | 3.21–3.22, 4.08–4.09, 5.11 | Heide Domanowski   |
| Rich Dotcom                           | Ennis Esmer            | 4.01–5.11             | 1.09–3.22                  | Marios Gavrilis    |

| Rollenname                          | Schauspieler                | Nebenrolle (Episoden)                                                                            | Synchronsprecher  |
| ----------------------------------- | --------------------------- | ------------------------------------------------------------------------------------------------ | ----------------- |
| Marcos                              | Johnny Whitworth            | 1.01–1.03, 1.11, 1.13, 1.15, 5.11                                                                | Sascha Rotermund  |
| Sarah Weller                        | Jordana Spiro               | 1.02, 1.05–1.06, 1.12–1.15, 1.17, 1.21, 1.23, 5.11                                               | Svantje Wascher   |
| Sawyer                              | Logan Schuyler Smith        | 1.02, 1.05, 1.10, 1.17, 1.20                                                                     | Elia Baunach      |
| Thomas „Tom“ Carter                 | Michael Gaston              | 1.03–1.05, 1.08–1.10, 1.19                                                                       | Jörg Hengstler    |
| David Wagner                        | Joe Dinicol                 | 1.04, 1.07, 1.09, 1.16–1.17, 3.14                                                                | Jan Makino        |
| Bill Weller                         | Jay O. Sanders              | 1.05–1.06, 1.08, 1.12, 1.16–1.19, 1.22–1.23                                                      | Bodo Wolf         |
| Oscar                               | François Arnaud             | 1.06–1.07, 1.09–1.20, 1.22–1.23, 5.06, 5.11                                                      | Marcel Collé      |
| Saúl Guerrero                       | Lou Diamond Phillips        | 1.07, 1.09, 5.11                                                                                 | Torsten Michaelis |
| Allison Knight                      | Trieste Kelly Dunn          | 1.09, 1.13–1.14, 1.16–1.18, 1.23, 2.02, 2.04–2.05, 2.08, 2.11, 3.01, 3.07, 4.04, 5.07–5.08, 5.11 | Marieke Oeffinger |
| Chief Inspector Jonas Fischer       | John Hodgman                | 1.11, 1.13                                                                                       | Romanus Fuhrmann  |
| Sofia Varma                         | Sarita Choudhury            | 1.08, 1.18–1.20, 1.22                                                                            | Anke Reitzenstein |
| Donna Hollaran / Alexandra Harrison | Eisa Davis                  | 1.17–1.18, 1.20–1.21                                                                             | Vera Teltz        |
| Matthew Weitz                       | Aaron Abrams                | 1.14, 1.17, 1.21, 2.08, 2.18, 3.05, 4.01, 4.03, 4.06–4.09, 4.13–4.14, 4.21–5.09, 5.11            | Florian Halm      |
| Boston Arliss Crab                  | Josh Dean                   | 1.18, 2.07, 2.14, 3.11, 4.02, 4.08, 4.12–4.13, 4.16, 5.08–5.11                                   | Konrad Bösherz    |
| Oliver Kind                         | Jonathan Patrick Moore      | 2.04–2.05, 2.07, 2.13, 2.15–2.17                                                                 | Kim Hasper        |
| FBI-Direktor Pellington             | Dylan Baker                 | 1.22, 2.01, 2.10, 2.21, 3.14, 5.11                                                               | Matthias Klages   |
| Eleanor Hirst                       | Mary Stuart Masterson       | 2.22–3.08, 3.12, 4.14, 5.11                                                                      | Denise Gorzelanny |
| CIA Deputy Director Jake Keaton     | Chad Donella                | 2.01, 2.06, 2.11, 2.21–3.01, 3.09, 3.15–3.16, 3.21, 4.02, 4.05, 4.10, 4.15, 4.21, 5.07, 5.11     | Nils Nelleßen     |
| Blake Crawford                      | Tori Anderson               | 3.04, 3.06, 3.08, 3.10, 3.13, 3.15, 3.17, 3.19, 3.21–4.02, 5.11                                  | Melanie Hinze     |
| Avery                               | Kristina Reyes              | 3.05, 3.09, 3.11–3.13, 3.15, 3.17, 3.19–3.20, 5.11                                               | Maria Hönig       |
| Madeline Burke                      | Mary Elizabeth Mastrantonio | 4.01–5.09, 5.11                                                                                  | Traudel Sperber   |
| Ivy Sands                           | Julee Cerda                 | 5.02–5.11                                                                                        |                   |

## Produktion und Ausstrahlung
Die Serie wurde im Mai 2015 bestellt und wird seit dem 21. September 2015 beim Sender NBC ausgestrahlt. Bereits nach drei ausgestrahlten Episoden gab NBC im Oktober 2015 die Produktion von neun weiteren Episoden bekannt, die sogenannte Back nine order. Nur wenige Wochen später entschied sich NBC dazu, direkt eine zweite Staffel von Blindspot zu ordern. Die Ausstrahlung der zweiten Staffel begann am 14. September 2016.
Im Mai 2019 bestellte NBC die fünfte und finale Staffel der Serie.

## Episodenliste
| Staffel | Episodenanzahl | Erstausstrahlung USA | Erstausstrahlung USA | Deutschsprachige Erstausstrahlung | Deutschsprachige Erstausstrahlung |
| Staffel | Episodenanzahl | Staffelpremiere      | Staffelfinale        | Staffelpremiere                   | Staffelfinale                     |
| ------- | -------------- | -------------------- | -------------------- | --------------------------------- | --------------------------------- |
| 1       | 23             | 21. September 2015   | 23. Mai 2016         | 19. Juli 2016                     | 25. Oktober 2016                  |
| 2       | 22             | 14. September 2016   | 17. Mai 2017         | 24. Januar 2017                   | 11. Juli 2017                     |
| 3       | 22             | 27. Oktober 2017     | 18. Mai 2018         | 1. Mai 2018                       | 1. November 2018                  |
| 4       | 22             | 12. Oktober 2018     | 31. Mai 2019         | 7. Mai 2019                       | 1. Oktober 2019                   |
| 5       | 11             | 7. Mai 2020          | 23. Juli 2020        | 23. April 2021                    | 28. Mai 2021                      |